# Leuna-Benzin

Markenzeichen Leuna-Benzin der I.G. Farben

Leuna-Benzin war der Markenname für einen von der I.G. Farben synthetisch hergestellten Ottokraftstoff. Die Produktion wurde vor dem Hintergrund der deutschen Autarkiebestrebungen in der Weimarer Republik und verstärkt während der NS-Zeit staatlich gefördert. Die Herstellung begann ab 1927 in den Leunawerken. Der Vertrieb erfolgte über die I.G.-Tochtergesellschaft Gasolin, die 1939 über rund 4000 Tankstellen in ganz Deutschland verfügte.
Wie andere Benzinmarken verschiedener deutscher Hersteller in den 1920er- und 1930er-Jahren auch, wurde das Leuna-Benzin zeitweise als Deutsches Benzin oder Deutsches synthetisches Benzin beworben. Mit der Umstellung auf die Kriegswirtschaft im Zweiten Weltkrieg verschwanden alle Markennamen und die deutschen Tankstellen gaben gegen Tankausweis oder Bezugsschein nur noch markenlose Kraftstoffe ab.

## Ersatzstoff

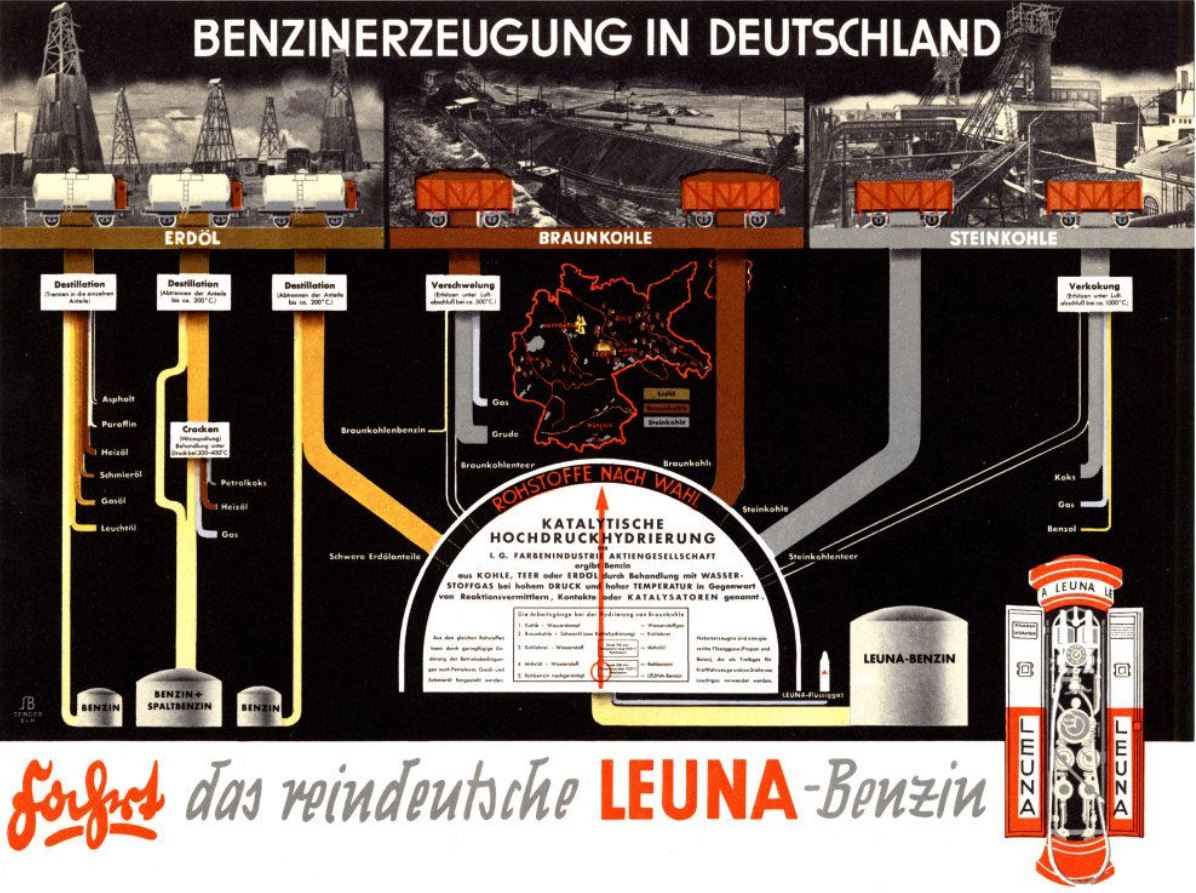
Leuna-Benzin, Werbung von 1931

Die systematische Forschung nach äquivalenten Ersatzstoffen für die Herstellung von Benzin begann in Deutschland nach dem Ersten Weltkrieg. Zum einen wurden von verschiedenen Reichsregierungen der Weimarer Republik die Importe von Erdöl aufgrund der wirtschaftlichen Situation ständig in Frage gestellt und zunehmend eine autarke Versorgung angestrebt. Zum anderen prognostizierten US-Wissenschaftler in einer weltweit ernstgenommenen Studie, dass die globalen Erdölvorräte in kurzer Zeit erschöpft seien, während die Motorisierung unaufhaltsam zunehme.
Mit staatlicher Unterstützung wandten sich vor diesem Hintergrund Forscher und Unternehmen mit großer Intensität dem Energieträger zu, den Deutschland in Menge besaß: Kohle. Dass sich aus Kohle Benzol gewinnen lässt, war schon zu Anfang des 19. Jahrhunderts bekannt – lange vor dem Erdölbenzin. Das erste Patent zur Kohlehydrierung meldete im Jahr 1913 der deutsche Chemiker Friedrich Bergius an, für das er zusammen mit Carl Bosch den Nobelpreis erhielt. 1925 verkaufte Bergius seine Patente an die I.G. Farben, die sofort die Forschung über Kohleverflüssigung in großtechnischem Stil aufnahm. Schon 1926 brachte das Unternehmen in seinem Werk Leuna den ersten Großversuch im industriellen Maßstab hinter sich und ging am 1. April 1927 mit einem Durchsatz von 100.000 Tonnen synthetischen Benzins pro Jahr in Produktion.
Kohle war allerdings nicht der einzige Ersatzstoff für Erdöl. Bereits Nikolaus August Otto verwendete 1860 Ethanol als Kraftstoff in den Prototypen in dem nach ihm benannten Ottomotor. Auch der Automobilhersteller Henry Ford konzipierte sein ab 1908 in Serienproduktion gebautes T-Modell auf der Kraftstoffgrundlage von Agraralkohol. Er ging fest davon aus, dass Ethanol-Kraftstoff der Treibstoff der Zukunft sei. 1925 wurde in Deutschland die Reichskraftsprit GmbH (RKS) gegründet, die ihren Kraftstoff mit einem bis zu 25-prozentigen Anteil Ethanol als Monopolin vertrieb. Infolge der deutschen Autarkiebestrebungen trat 1930 eine Bezugsverordnung von Agraralkohol für alle Treibstoffunternehmen in Kraft. Jeweils 2,5 Gewichtsprozente der produzierten oder eingeführten Treibstoffmenge waren von der RKS zu beziehen und dem Benzin beizumischen. Diese Quote erhöhte sich vor dem Hintergrund der Devisenverkehrsbeschränkungen bis Oktober 1932 schrittweise auf 10 Prozent. Was damals als Agraralkohol staatlich gefördert wurde, ist heute als Biokraftstoff unter der Bezeichnung Bioethanol in die politische Debatte zurückgekehrt.

## Kohleverflüssigung
Hergestellt wurde das Leuna-Benzin im Bergius-Pier-Verfahren, auch I.G.-Verfahren genannt. Der Grundrohstoff bestand anfangs aus Braunkohle, die durch Kohlevergasung sowohl den zur Hydrierung notwendigen Wasserstoff lieferte als auch die Kohlenstoffbasis bildete. Später erweiterten Steinkohle, Teere und Teeröle die Rohstoffpalette. Während der Braunkohle Additive zugesetzt werden mussten, ergab ohne jeden Zusatz vor allem die Steinkohle aufgrund ihrer aromatischen Kohlenwasserstoffe von Anbeginn ein Benzin mit guter Klopffestigkeit: Die Oktanzahl betrug 66–68 und konnte bei entsprechender technischer Behandlung – allerdings mit Einbußen in der Ausbeute – noch weiter gesteigert werden. Nach umfangreichen Erprobungen ließ sich mit einem Zusatz von Ethyl-Fluid die Oktanzahl 82,8 erhalten.
Im Jahr 1935 erwarb die I.G. Farben eine Lizenz zur Herstellung von Tetraethylblei als Antiklopfmittel. Durch die Zugabe von Tetraethylblei konnte Leuna-Benzin später mit einer Oktanzahl von 100 und höher erzeugt werden. Nur der synthetisch hergestellte Ottokraftstoff der I.G. Farben, ergo das Fahrbenzin wurde als Leuna-Benzin vermarktet. Insbesondere das später produzierte synthetische Flugbenzin trug nicht diese Bezeichnung. Auf den steigenden Bedarf von Flugbenzin gingen alle Betreiber von Hydrierwerken erst ab Ende 1940 ein.

## Vertrieb

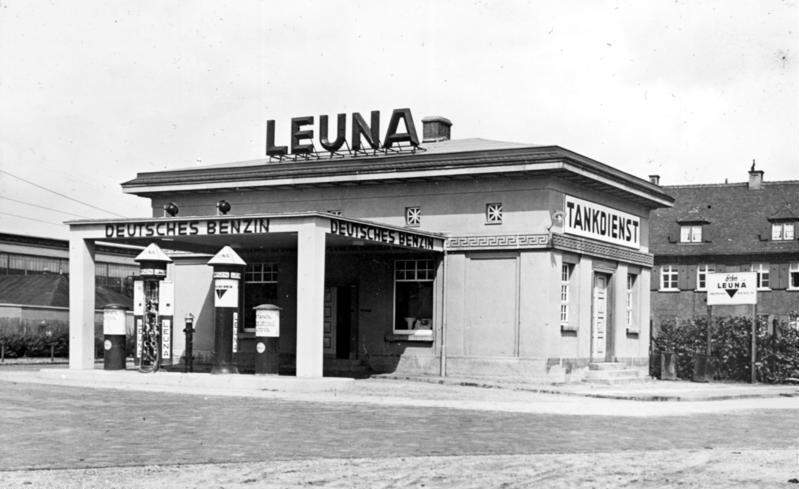
Leuna-Tankstelle (Leuna), 1936

Der Verkauf des neuen Ottokraftstoffs der I.G. Farben erfolgte ab Ende 1927 unter dem Markennamen Leuna-Benzin an Tankstellen der Deutschen Gasolin AG, einem Tochterunternehmen der I.G. Farben. Die Gasolin vertrieb nicht nur Leuna-Benzin, sondern auch andere Fahrbenzine der I.G. Farben, insbesondere Motalin und Motorin, sowie weitere carbochemische Produkte, beispielsweise Schmieröl, Montanwachs und Kerzen. Im Jahr 1939 verfügte die Gasolin über rund 4000 Leuna-Benzin-Tankstellen in ganz Deutschland. Einheitlicher Wiedererkennungseffekt waren die weiß-roten Zapfsäulen.

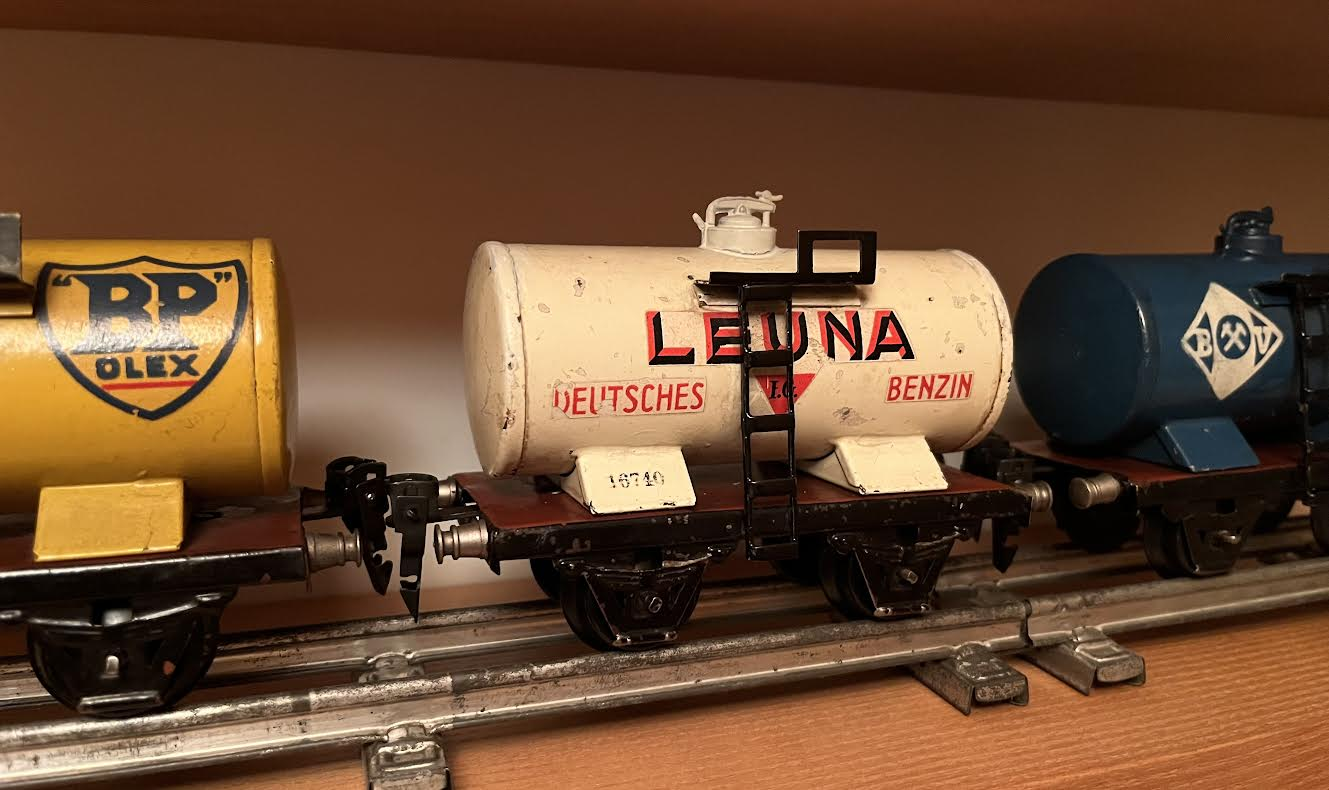
Modellbahn-Kesselwagen (Nenngröße 0) mit Aufschrift: „Leuna – Deutsches Benzin“

Beworben wurde das Leuna-Benzin von der I.G. Farben schon lange vor der Machtergreifung der Nationalsozialisten auch als Deutsches synthetisches Benzin, Deutsches I.G. Benzin oder kurz Deutsches Benzin. Diese Werbeaktionen stießen bei der in- und ausländischen Konkurrenz auf Gegenwehr. Wenig erbaut waren ausländische Kooperationspartner im Jahr 1931 über eine nationalistische Marketingkampagne der I.G. Farben nach dem Motto: „Kauft deutsches Benzin“. In einem Prospekt der Gasolin hieß es: „Jeder, der importierte Betriebsstoffe kauft, versündigt sich an der deutschen Volkswirtschaft und nimmt einer deutschen Familie dadurch das Brot.“ Solche schrillen Töne missfielen den international verknüpften Ölkonzernen. Die I.G. Farben wollte keinen Eklat riskieren und lenkte ein. Sie reduzierte ihre Leuna-Benzinverkäufe zeitweilig, ließ die von der Gasolin vertriebenen Kraftstoffe aber weiterhin als Deutsches Benzin vermarkten.
Die Gasolin bewarb nicht nur das Leuna-Benzin als Deutsches Benzin. Das hauptsächlich aus der Provinz Hannover stammende und in der Gasolin-Raffinerie Dollbergen verarbeitete Erdöl wurde von ihr bereits ab 1926 als Deutsches Benzin verkauft. Ebenso vermarktete die Reichskraftsprit-Gesellschaft ihren Ethanol-Kraftstoff und nach Einführung der Zwangs-Ethanol-Beimischung ab 1930 unter anderem der deutsche Benzol-Verband sein Benzin-Benzol-Gemisch als Deutsches Benzin. Die Unstimmigkeiten gipfelten 1935/1936 in einer Gegenkampagne der Deutsch-Amerikanischen Petroleum Gesellschaft (Esso, Dapol, Standard), deren Antwort in Anzeigen und auf Flugblättern war: „Deutsche Kraftstoffe? … Aral enthält: 45 % deutsches Benzol und deutschen Spiritus sowie 55 % Benzin ausländischer Herkunft. Esso enthält: 45 % deutsches Benzol und deutschen Spiritus sowie 55 % Benzin ausländischer Herkunft. Welcher Betriebsstoff ist nun nationaler?“

## Preisentwicklung
Als das Unternehmen im Jahr 1925 mit der großtechnischen Hydrierung begann, lagen die Weltmarktpreise für einen Liter Erdölbenzin inklusive der Transportkosten bei 16 bis 17 Pfennig, was heute der Kaufkraft von 66,3 Cent entspricht. Für das Leuna-Benzin errechneten die Controller der I.G. Farben einen Gestehungspreis von 20 Pfennig, womit auf längere Sicht eine Konkurrenzfähigkeit des synthetischen Benzins möglich erschien. Speziell für die britische und US-amerikanische Mineralölindustrie stellte das Leuna-Benzin von Anbeginn eine Bedrohung ihrer eigenen Interessen dar. In den Jahren 1927/28 war für sie nicht abzuschätzen, inwieweit die Produktion der I.G. Farben wirtschaftlich sein würde, somit eine entsprechende Konkurrenz vorhanden wäre.
Obwohl die Anlagen zur Herstellung des synthetischen Treibstoffs in Leuna bis 1931 immer wieder von Kinderkrankheiten geplagt wurden, stieg der Ausstoß schon zwischen 1927 und 1929 aus Sicht der Konkurrenz dramatisch an. Gleichzeitig stiegen die Erlöse von einem geringen Betrag im Jahr 1927 auf 6 Millionen RM im Jahr 1928 und 14 Millionen RM im Jahr 1929. Danach verlief die Entwicklung für die I.G. Farben vorerst anders als erhofft. Nach Ausbruch der Weltwirtschaftskrise sanken die Weltmarktpreise für Erdölbenzin bis 1931 auf 5,2 Pfennig, wohingegen die Produktion von einem Liter Leuna-Benzin 23 Pfennig kostete. Selbst staatliche Hilfen, wie die Mineralölzollerhöhung von 1929/30 oder die Mineralölsteuersenkung für die I.G. Farben von 3,80 RM auf 1,00 RM je 100 kg, verhalfen dem Leuna-Benzin nicht zur Wirtschaftlichkeit. Vor diesem Hintergrund plädierte ein nicht geringer Teil der I.G.-Geschäftsleitung für den Abbruch des auf absehbare Zeit unrentablen Leuna-Großprojekts. Die Auseinandersetzung erreichte 1932 ihren Höhepunkt, als der Preis für einen Liter Erdölbenzin zeitweise auf 4 Pfennig fiel.
| Preisbildung für Erdölbenzin Ende 1932 | Preisbildung für Erdölbenzin Ende 1932 | Preisbildung für Erdölbenzin Ende 1932 |
| Faktor                                 | RM je 100 Liter                        |                                        |
| -------------------------------------- | -------------------------------------- | -------------------------------------- |
| Benzinpreis cif Hamburg                | 6,00                                   |                                        |
| Mineralölzoll                          | 16,23                                  |                                        |
| Ethanol-Zwangsbeimischung              | 2,60                                   |                                        |
| Umsatzsteuer                           | 0,46                                   |                                        |
| Frachtkosten                           | 1,50                                   |                                        |
| Lager- und Tankstellenzufuhr           | 2,20                                   |                                        |
| Tankstellengebühren                    | 0,60                                   |                                        |
| Tankstellenunterhaltung                | 1,90                                   |                                        |
| Vergütung der Tankstellen              | 4,00                                   |                                        |
| Verkaufspreis                          | 35,48                                  |                                        |

Dennoch bot das I.G.-Verfahren für die Aufarbeitung natürlicher Mineralölprodukte völlig neue Perspektiven und war daher weltweit nicht nur für Ölkonzerne, sondern auch für Regierungen hochinteressant. Bereits 1927 erzielten die I.G. Farben und die Standard Oil eine Vereinbarung, das Bergius-Pier-Verfahren auch in den USA anzuwenden. 1929 wurde die Zusammenarbeit weiter ausgebaut und die Standard Oil erwarb von der I.G. Farben die Lizenz zur weltweiten Vermarktung des Verfahrens. 1931 gründeten die I.G. Farben mit der Standard Oil und der Royal Dutch Shell sowie dem britischen Staatsunternehmen Imperial Chemical Industries (ICI) die International Hydrogenation Patents Company, um die Ressourcen und das Know-how für die Herstellung synthetischen Benzins zu bündeln und um die Veröffentlichung von Entdeckungen einzuschränken.
Letztlich konnten 1932 in Leuna die operativen Schwierigkeiten der Hydrierung beseitigt und eine Leistungssteigerung der Anlage um das Dreifache ermöglicht werden. Dennoch war die Benzinhydrierung der I.G. Farben teuer und auf staatliche Unterstützung zumindest in Form von Zöllen angewiesen. So wurden 1930 erstmals in Deutschland eine Mineralölsteuer eingeführt sowie zwischen April 1930 und Juni 1931 die Mineralölzölle mehrfach erhöht, was nicht nur der I.G. Farben, sondern allen deutschen Mineralölgesellschaften einen Gewinn verschaffte, da sie an der Preiserhöhung ohne Steigerung ihrer Gesamtkosten teilnahmen.
Der Verkaufspreis von Erdölbenzin lag in Deutschland ab 1932 infolge der zunehmenden Belastungen durch Zölle, Steuern und den Ethanol-Beimischungszwang fast das Sechsfache über dem ursprünglichen Einkaufspreis (vgl. nebenstehende Tabelle). Ein Liter Erdölbenzin kostete in Deutschland von 1932 bis 1934 zwischen 35 und 39 Pfennig, von 1935 bis 1938 zwischen 38 und 42 Pfennig und ab 1939 staatlich festgelegt einheitlich 39 Pfennig.
Insofern ist die vor allem in der Nachkriegszeit getroffene Aussage, dass die Herstellung des synthetischen Benzins unrentabel gewesen sei, differenziert zu betrachten. Der Verkaufspreis des Leuna-Benzins an den Tankstellen lag ab 1931 zwischen 30 und 35 Pfennig. Damit war es für die Verbraucher ab 1932 nicht teurer als Erdölbenzin und seine Produktion durchaus kostendeckend. Denn für das heimisch hergestellte synthetische Benzin fielen kein Mineralölzoll und keine Ethanol-Abgabe an. Losgelöst von den Weltmarktpreisen erzielte die I.G. Farben spätestens ab 1935 mit dem Leuna-Benzin Gewinne, da die Gestehungskosten durch verbesserte Produktion noch weiter gesunken und die Weltmarktpreise für Erdöl enorm gestiegen waren.
Die Einführung der Mineralölsteuer war von der Regierung Brüning fiskalpolitisch motiviert. Hingegen erfolgte die Erhöhung der Treibstoffzölle im Schutzinteresse der deutschen Mineralölgesellschaften und vor dem Hintergrund der Deviseneinsparung. Der Kraftstoffverbrauch lag 1931 in Deutschland bei insgesamt 1.860.000 Tonnen. In einem Land mit aktiver Handelsbilanz wäre es kein Problem gewesen, den Mineralölbedarf überwiegend durch Importe zu decken. Nach Einführung der Devisenzwangswirtschaft im Juli 1931 bestand in Deutschland jedoch ein chronischer Mangel an ausländischen Valuten – und die Denominierung erfolgte genauso wie heute in US-Dollar pro Barrel.

## Wirtschaftlichkeit

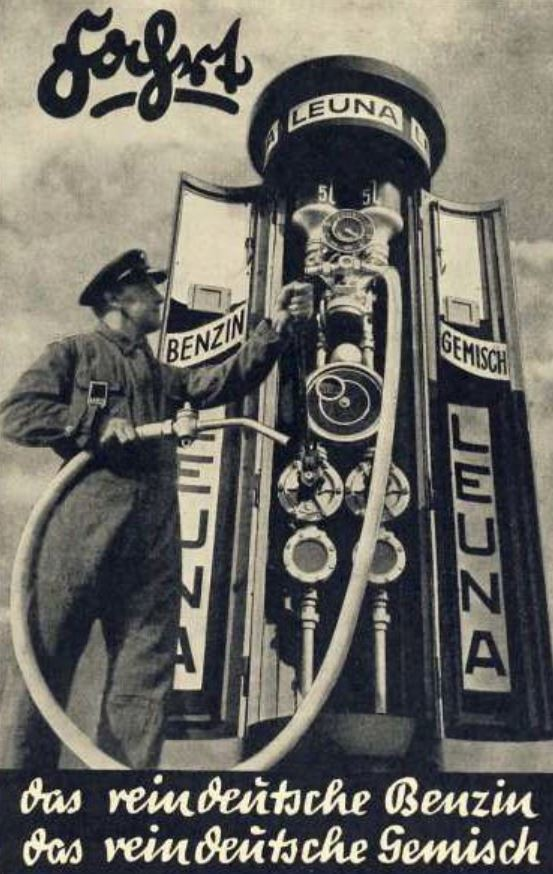
Werbung für Leuna-Benzin von 1932

Spätestens nach Ausbruch der Weltwirtschaftskrise war das Thema Autarkie in Deutschland allgegenwärtig. Dabei waren antiliberale Wirtschaftstheorien und der Ruf nach Abschottung vom Welthandelssystem keineswegs ureigene Domänen nationalsozialistischer Programmatik. Die Beschaffung ausreichender Devisen erwies sich infolge der handelspolitischen Beschränkungen als nahezu unmöglich, so dass bereits zur Zeit der Weimarer Republik das Erreichen einer größtmöglichen Autarkie eine der wichtigsten ökonomischen und politischen Herausforderungen darstellte.
Fakt ist, obwohl sich während der Weltwirtschaftskrise die Nachfrage nach Erdöl verringerte und der Ölpreis auf seinen historischen Tiefststand sank, subventionierten insbesondere Deutschland und Großbritannien den Bau von Hydrierwerken, um der Importabhängigkeit von Erdöl entgegenzuwirken. Die Gründe der staatlichen Unterstützung in Deutschland lassen sich in fünf Punkten zusammenfassen:
1. Weltweit wurde zu damaliger Zeit davon ausgegangen, dass die Erdölreserven der Erde sehr gering seien; technische Möglichkeiten den knappen Rohstoff besser zu nutzen, erschienen daher sehr sinnvoll.
2. Das Leuna-Benzin konnte dem Deutschen Reich zumindest rohstofftechnisch im internationalen Wettbewerb eine bessere Ausgangsposition verschaffen.
3. Mit dem heimisch hergestellten Benzin konnte der Importabhängigkeit von Erdöl und dem Devisenmangel entgegengetreten werden.
4. Die neuen Technologien konnten Arbeitsplätze schaffen.
5. Das neue Gebiet der Carbochemie ermöglichte nicht nur die Erzeugung von Mineralöl, sondern auch Erkenntnisse über wichtige aliphatische Verbindungen, was dem Wohlstand in einer modernen Gesellschaft dienen konnte.[19]

Die Revolutionierung der Explorationswissenschaften und die damit verbundene Entdeckung neuer Erdölfelder vor allem in Texas und im Nahen Osten führten dazu, dass sich ab etwa 1929 die düsteren Prognosen über eine weltweite Erschöpfung der globalen Erdölvorräte in ihr Gegenteil verwandelten. Dies war nicht nur für die I.G. Farben, die sich mit ihrer Kohleverflüssigung auf diese Prognosen und den hohen Ölpreis verlassen hatte, eine ökonomische Katastrophe, sondern für alle weltweit agierenden Mineralölkonzerne (siehe Achnacarry-Kartell).
Dennoch förderten neben Deutschland andere Staaten, insbesondere Großbritannien und die USA, die Möglichkeiten der Umwandlung fossiler Brennstoffe in flüssige Kraft- und Schmierstoffe weiter. Unter den Bedingungen einer weltweiten Erdölknappheit, die bis zum Beginn der Weltwirtschaftskrise andauerte, errichtete die Standard Oil ab 1929 sieben Hydrieranlagen in den USA für die Herstellung synthetischer Kraftstoffe. Das seinerzeit größte Steinkohle-Hydrierwerk der Welt ging 1935 in Billingham im Nordosten Englands in Betrieb. Die Planungen für das Werk begannen 1931 und waren offiziellen britischen Angaben zufolge auf einen künftigen Krieg ausgerichtet, um bei einer Seeblockade auf einheimische Öl-Ressourcen zurückgreifen zu können. Das technische Knowhow lieferte die I.G. Farben, die zu dieser Zeit in mehreren Ländern sogenannte Engineer-Agreements vereinbarte.
Die Idee, die Produktion von synthetischem Benzin in Deutschland noch umfangreicher staatlich zu fördern, kam nicht von den Nationalsozialisten, sondern wie die überwiegende Mehrheit wirtschaftspolitischer Vorstellungen der NSDAP von außen und entsprach älteren Forderungen. So rechnete die I.G. Farben im Juni 1933 in einer Denkschrift vor, dass für Benzin der inländische Versorgungsgrad von 25 Prozent im Jahr 1933 auf rund 67 Prozent im Jahr 1937 gesteigerte werden könne. Zum einen würden damit „Hunderte von Millionen an Devisen eingespart“, zum anderen die Arbeitskonjunktur angekurbelt. Diese Argumentation – nicht die wehrökonomische – führte im Dezember 1933 zum Feder-Bosch-Abkommen.
Darin verpflichtete sich die I.G. Farben gegenüber dem Reichswirtschaftsministerium, ihre Produktion in Leuna auf jährlich mindestens 300.000 Tonnen, höchstens 350.000 Tonnen zu steigern, während der Staat einen festen Gestehungspreis für Leuna-Benzin von 18,5 Pfennig pro Liter garantierte. Eine militärstrategische Komponente besaß der Vertrag nicht, da die garantierte Jahreserzeugung schon im Vergleich zum regulären Jahresverbrauch des Deutschen Reiches nur ein unbedeutender Bruchteil war. Bis Ende Dezember 1935 kostete dieser Vertrag den deutschen Steuerzahler 4,8 Millionen RM. Danach erwies sich die Garantie für die I.G. Farben und für den Staat als Gewinn, da die Gestehungskosten unter den Verkaufserlös gesunken waren.
Allerdings erlangte ab 1935 die Erdölförderung in Deutschland ein viel stärkeres Gewicht als die im Vergleich langsamer voranschreitende Syntheseproduktion. Durch das Reichsbohrprogramm erfolgte erstmals eine gründliche und systematische Untersuchung Deutschlands auf Erdöllagerstätten. Innerhalb kurzer Zeit wurden zahlreiche neue Erdölfelder im Raum Hannover, im Emsland, in Schleswig-Holstein und im Oberrheintal entdeckt. Von 1928 bis 1935 stieg die deutsche Erdölförderung von 103.000 auf 427.000 Tonnen jährlich an und erreichte 1940 mit 1,1 Millionen Tonnen zunächst ihren Höhenpunkt. Nach Gründung der Bundesrepublik Deutschland wurde die Förderung von Erdöl im Inland erhöht und lag Ende der 1950er-Jahre bei einem Jahresmaximum von 8,2 Millionen Tonnen. Danach ging die Förderung in Deutschland zurück und lag 2020 bei annähernd 1,9 Millionen Tonnen jährlich. Begründet wird die heimische Erdölförderung auch heute damit, dass jede Tonne Erdöl, die im Inland gefördert wird, nicht importiert werden muss und damit zur Entlastung der Leistungsbilanz der Bundesrepublik Deutschland beiträgt.

## Expansion

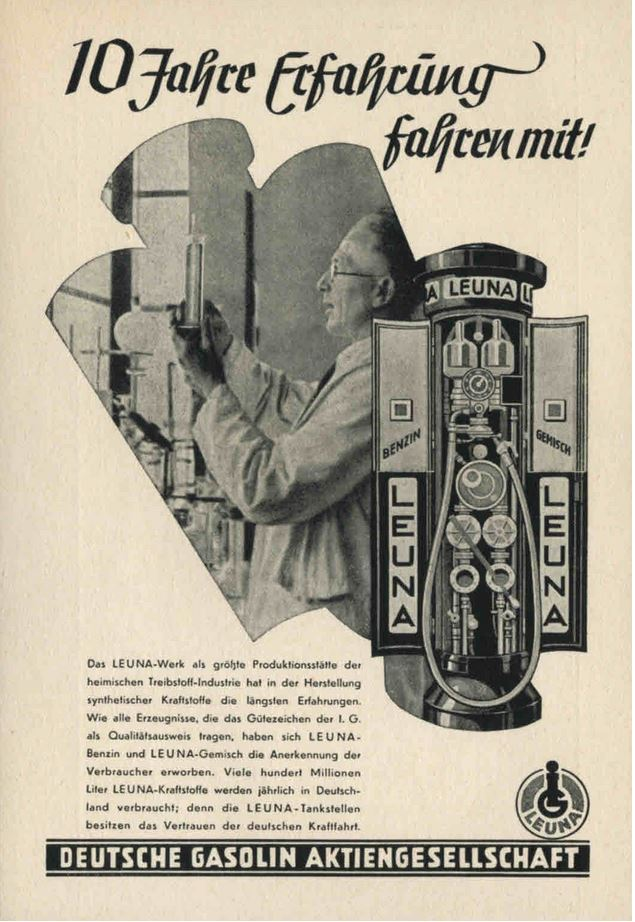
Anzeige der Gasolin von 1937

Ab Mitte 1934 zogen die Weltmarktpreise für Mineralöl derart an, so dass die synthetische Treibstoffindustrie schlagartig konkurrenzfähig wurde. Die Ursache für den rapiden Anstieg der Rohölpreise war der privatwirtschaftliche, vor allem aber weltweit steigende militärische Motorisierungsgrad. Unter anderem übernahm die APOC, deren Mehrheitseigentümer der britische Staat war, dem Völkerbundembargo zum Trotz die Treibstoffversorgung für Mussolinis Abessinienkrieg. Zu diesem Zeitpunkt hing Deutschland bei einem Jahresverbrauch von 3,7 Millionen Tonnen Mineralöl zu 65 bis 70 Prozent von Ölimporten ab, die zu 75 Prozent von britischen und US-amerikanischen Firmen kamen. Ein Jahr später fielen 50 Prozent der Ölimporte für das Deutsche Reich aus. Damit war der erste „Ölschock“ in der deutschen Geschichte eingetreten.
Diese Entwicklung sprach aus deutscher Sicht eindeutig für den Auf- und Ausbau von Hydrierwerken. Im Oktober 1934 erfolgte die Gründung der Braunkohle-Benzin AG (Brabag), die unter Lizenz im I.G.-Verfahren in ihren Hydrierwerken Magdeburg und Böhlen ab 1936 sowie in Hydrierwerk Zeitz ab 1939 etwa 740.000 Tonnen synthetische Kraftstoffe pro Jahr herstellen sollte. Parallel erhöhte die I.G. Farben ihre Produktion in den Leuna-Werken immer mehr und baute weitere eigene Hydrierwerke an verschiedenen Standorten.
Die staatliche Bergwerksgesellschaft Hibernia schloss ebenfalls einen Lizenzvertrag mit der I.G. Farben und nahm 1936 in Scholven die erste deutsche Hydrieranlage zur Kohleverflüssigung von Steinkohle in Betrieb. Das dort hergestellte synthetische Benzin vertrieb der Benzol-Verband sowohl als Leuna-Benzin als auch unter dem Markennamen Bevaulin, später Aralin. Zudem begannen ab 1936 in Konkurrenz zur I.G. Farben die ersten nach dem Fischer-Tropsch-Verfahren unter Lizenz der Ruhrchemie arbeitenden Großanlagen mit der Produktion synthetischer Kraftstoffe. Faktisch bauten in der Folgezeit fast alle großen deutschen Energieversorger eigene Hydrier- und Synthesewerke.
Im Zuge des Spanischen Bürgerkriegs (1936–1939) explodierten die Erdölpreise weltweit. Die Sowjetunion lieferte Treibstoffe an die Republikaner und britische sowie US-amerikanische Ölkonzerne sicherten während des gesamten Kriegsverlaufs den Treibstoffnachschub der Nationalspanier. Letzteren räumten die Regierungen in London und Washington zugleich umfangreiche Kredite zum Kauf von Benzin ein, was im Widerspruch zu den Neutralitätsresolutionen beider Länder stand.
Führende britische und US-amerikanische Mineralölkonzerne hatten auch keinerlei Bedenken, ihre Geschäftsbeziehungen zu Hitler-Deutschland auszubauen, zum Teil bis weit in die Kriegszeit hinein. So wurde etwa die Gründung der Hydrierwerke Pölitz AG 1937 gemeinsam von Shell, Standard Oil und der I.G. Farben geplant und die Errichtung der Anlagen ab 1939 realisiert. Dieses Werk hatte eine Jahresleistung von 700.000 Tonnen und übertraf damit die Kapazitäten aller anderen Hydrierwerke. Die Initiative hierfür ging von den ausländischen Partnern der I.G. Farben aus. Daneben beteiligten sich die Standard Oil und Shell noch an sechs weiteren deutschen Hydrierwerken. Ferner befand sich im Jahr 1939 ein Drittel aller Tankstellen in Deutschland im Besitz der Standard Oil, die somit am Verkauf des synthetischen Benzins kräftig mitverdiente.
Insgesamt entstanden bis 1943 im deutschen Einflussbereich 23 Hydrier- und Synthesewerke, davon neun, die mit der Fischer-Tropsch-Technologie der Ruhrchemie arbeiteten, und 14 nach dem Hochdruck-Hydrierungsverfahren der I.G. Farben. Obwohl die NS-Autarkie und Rüstungspolitik damit einen enormen Ausbau der industriellen Kohlechemie in Deutschland erreichte, konnte zu Kriegsbeginn und in der Folgezeit die synthetische Treibstoffproduktion nicht annähernd die Unabhängigkeit von Ölimporten sichern. Ab Mitte 1944, kurz vor der Invasion in der Normandie, stürzte die Produktion infolge gezielter Luftangriffe der Alliierten gegen deutsche Erdölzentren, Raffinerien und synthetische Hydrieranlagen ab und fiel bis Kriegsende auf den Stand der 1920er-Jahre zurück.
Synthetische Ottokraftstoffe mit der Bezeichnung Leuna-Benzin gab es zu diesem Zeitpunkt schon längst nicht mehr. An den deutschen Tankstellen waren bereits ab September 1939 alle Markennamen verschwunden. Mit der Umstellung auf die Kriegswirtschaft im Zweiten Weltkrieg und der damit einhergehenden staatlich zentralen Lenkung wurden alle Mineralölvertriebsgesellschaften in der Arbeitsgemeinschaft Mineralölverteilung (AMV) zusammengefasst und nur noch markenloses Benzin gegen Tankausweis oder Bezugsschein verkauft.